# Puya cardonae
Puya cardonae là một loài thực vật có hoa trong họ Bromeliaceae. Loài này được L.B.Sm. miêu tả khoa học đầu tiên năm 1960. Chúng là loài đặc hữu của Venezuela.